# Прохор Лободник
Преподобний Прохор Лободник (? — пом. 1107, Київ) — давньоруський православний святий, чернець Печерського монастиря. Преподобний. Пам'ять 11 жовтня і 23 лютого.

## Життєпис
Був родом зі Смоленська. Постригся в Печерському монастирі за ігумена Іоанна (1088—1103). Одержав своє прізвисько від того, що замість хліба вживав лободу, роблячи з її подрібненої січки тісто. Але і за траву ту, заготовлену на рік, картав себе, кажучи: «Прохор, в цю ніч зажадають від тебе душу твою, а що приготував ти — кому буде?»
Коли в Києві настав голод, почав роздавати людям спечений ним хліб із лободи, причому вкрадені у преподобного хліби ставали гіркими, як полин, а благословенні ним самим - здавалися солодкими і кращими за справжні.
Один із братії взяв у блаженного хліб таємно, без благословення, і почав їсти. І він виявився в руці його як земля, а в роті гірким надміру, так що він не міг його їсти. Так траплялося кілька разів. Він соромився відкрити блаженному цей гріх і просити у нього хліб з благословенням. Але, будучи дуже голодний, і не в змозі виносити позовів голоду, бачачи смерть перед очима своїми, прийшов до ігумена Іоана і розповів йому про те, що сталося, просячи прощення. Ігумен, не повіривши розповіді, наказав іншому братові взяти таємно хліб у святого, щоб бачити істину, чи це так. Коли хліб був принесений, виявилось те ж, що говорив перший брат: ніхто не міг їсти його від гіркоти. Цей хліб був ще в руках їх, коли ігумен знову послав до святого попросити хліба від його благословення. «Йдучи від нього, — сказав ігумен, — візьміть таємно і інший хліб». Коли ці хліби були принесені, хліб, взятий таємно, змінився перед ними і став чорним, як земля, і гіркий, як полин, як і перший хліб; а хліб, взятий з рук його, здавався чистим і був солодкий, як мед.
Пізніше, коли внаслідок суперечок князя Святополка Ізяславича (1093 - 1113) з волинським князем Давидом Ігоровичем у Києві не стало карпатської солі, прп. Прохор почав перетворювати на сіль попіл і віддавати її убогим і нужденним. Святополк, підбурюваний лихварями, зважився відібрати у монастиря всю виготовлену в такий спосіб сіль, але відібрана сіль знову перетворилася на попіл.
Після цього князь покаявся у своїх гріхах і примирився з преподобним. З того часу Святополк постійно звертався до преподобного Прохора з проханнями про молитву, а коли святий помер, власноруч поховав його в Ближніх печерах, неподалік від прп. Антонія.
Перед тим святий, повідомив князеві: «Наблизився вже час відходу мого з тіла; якщо хочеш виконати свою обіцянку і отримати від Бога прощення гріхів, прийди, щоб отримати дозвіл і своїми руками покласти мене в гріб. Очікую приходу твого. Якщо ж ти забаришся, і я відійду без тебе, то не моя буде провина, і похід закінчиться не так, як якщо б ти прийшов до мене». Отримавши цю звістку, Святополк залишив військо, яке перебувало на війні протиполовців і прийшов незабаром до хворого Прохора.
Преподобний багато повчав князя про милостиню, про майбутній суд, про вічне життя і про нескінченні муки, дав йому прощення і благословення і попрощався з усіма оточуючими князя. Потім, піднявши руки до неба, віддав дух свій в руки Божі.

В акафісті всім Печерським преподобним про нього сказано: 
|  | «Радуйся, Прохоре, чудотворче блаженний, ти хлібами з билин і сіллю з попелу людей голодних нагодував». |

## Мощі
Князь же і чорноризці, взявши тіло святого, відніс його в печеру і своїми руками поклав його в труну. Потім він відправився в похід і здобув велику перемогу над безбожними агарянами, полонив всі області половецькі і привів полонених в свою землю. Ця перемога, дарована Богом Руській землі, була здобута за передбаченням милостивого блаженного Прохора.
Мощі преподобного Прохора почивають в Ближніх печерах, де їх вказують карти з 1638 року.
На карті 1703 року ім’я подвижника супроводжує слово «священик».
Його мощі спочивають і нині у Ближніх печерах, навпроти мощей святого Іоана Постника.

## Пам'ять
Пам’ять подвижника святкується 23 (10 за ст. ст.) лютого. Він входить також до Собору Смоленських святих, пам’ять яких звершується в неділю перед 10 серпня (28 липня за ст. ст.), днем Смоленської ікони Божої Матері «Одигітрія» («Та котра вказує шлях»).